# Kurt Hamrin

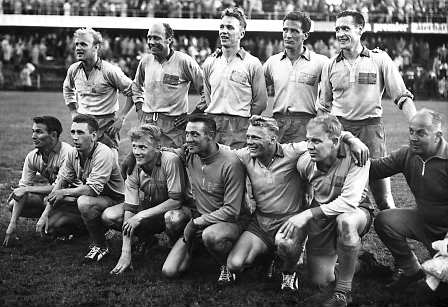
Det svenska silverlaget vid VM i fotboll 1958. Sigge Parling är knästående längst till höger. Övriga spelare är – på knä från vänster: Kurt Hamrin, Reino Börjesson, Orvar Bergmark, Kalle Svensson, Sven Axbom och Sigge Parling. Stående från vänster: Lennart "Nacka" Skoglund, Gunnar Gren, Agne Simonsson, Bengt "Julle" Gustavsson och Nils "Nisse" Liedholm.

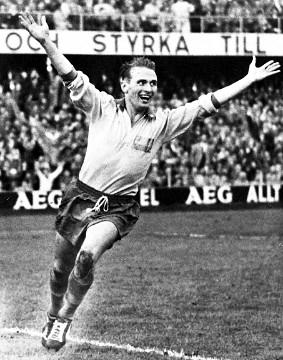
Kurt Hamrin efter att ha gjort mål mot Västtyskland i semifinalen i Fotbolls-VM 1958.

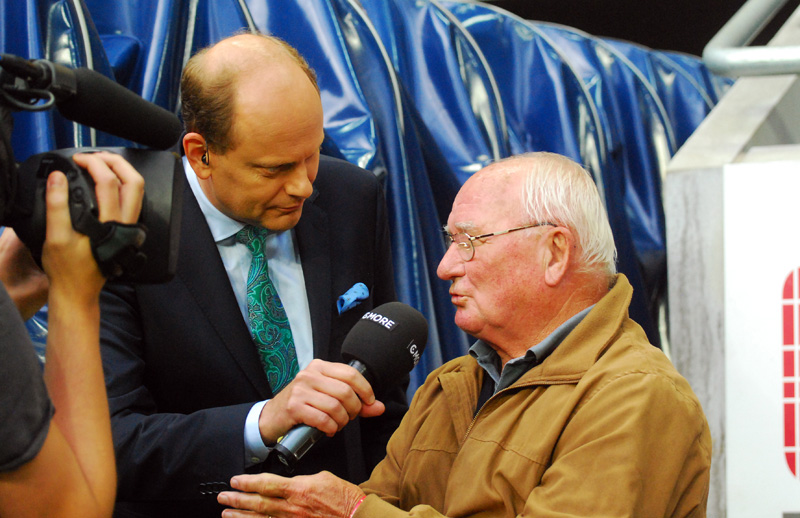
Hamrin 2015.

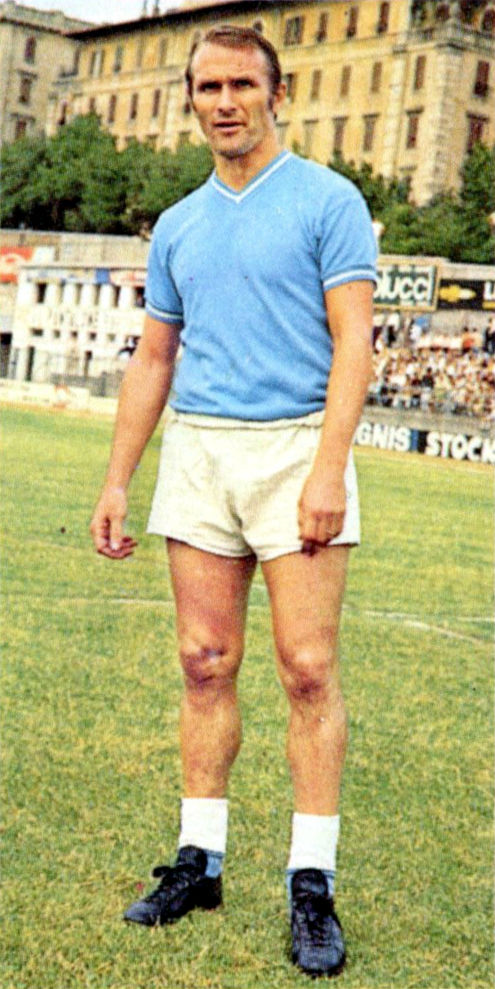
Hamrin i Napoli 1970.

Kurt Roland "Kurre" Hamrin, född 19 november 1934 i Stockholm i Sverige, död 4 februari 2024 i Florens i Italien, var en svensk fotbollsspelare. Han spelade – oftast som högerytter – i svensk och italiensk ligafotboll mellan 1952 och 1971. På 32 matcher med svenska landslaget gjorde han 17 mål.
Kurt Hamrin var Sveriges bäste högerytter under större delen av 1950- och 1960-talen. Han var en av stjärnorna när Sverige gick till VM-final på hemmaplan 1958. I semifinalen på Nya Ullevi gjorde han ett konstmål där han på egen hand gick igenom det västtyska försvaret och befann sig på kortlinjen varifrån han skruvade in bollen i mål – en klassiker bland svenska fotbollsmål, dock med god hjälp av Lennart Hylands målande radioreferat.
Då tidningen France Football efter VM 1958 valde Årets bästa spelare i Europa fick Raymond Kopa från VM-bronslaget Frankrike och Europacupvinnarlaget Real Madrid flest röster, medan Hamrin kom på delad fjärde plats tillsammans med walesaren John Charles, som med Juventus vann skytteligan i Serie A under säsongen 1957-58.
Förutom Hamrin har endast fyra andra svenskar placerat sig bland de fem bästa vid valet av Årets bästa spelare i Europa: Agne Simonsson (Örgryte) var femte 1959, Ove Kindvall (Feyenoord) fjärde 1969, Tomas Brolin (Parma) fjärde 1994 och Zlatan Ibrahimović (PSG) var fjärde 2013.

## Karriär
Efter att ursprungligen ha spelat i Huvudsta IS debuterade Hamrin i AIK:s A-lag i en division 2-match ( nuvarande superettan) mot Hammarby IF. Det blev fem säsonger i AIK innan han år 1956 flyttade till Italien och Juventus. I Italien spelade han i fem olika klubbar: Hans debut i serie A var den 16 september 1956 i matchen mot Lazio då Juventus vann med 3–0 på bortaplan.
Det blev stora framgångar i Italien och Hamrin vann Serie A med Fiorentina och AC Milan.  I Fiorentina blev han cupvinnarcupmästare 1961. I Milan blev han italiensk mästare år 1968 och samma år cupvinnarcupmästare efter en 2-0-seger mot Hamburger SV, båda målen av Hamrin. I Milan blev han också europacupmästare 1969.  Kurt Hamrin gjorde 190 mål i Serie A i Italien och är därmed efter Gunnar Nordahl den svensk som gjort flest mål i Italien., samt är på nionde plats av de som gjort flest mål i Serie A.
Hamrin representerade AIK även i bandy och ishockey och blev hedersledamot i föreningen 1991. På meritlistan återfinns två landskamper i ishockey. År 2000 blev han i omröstning utsedd till 1900-talets AIK-legend.
| ”                            | Han anses vara en av de största utländska spelarna som kommit till italiensk fotboll. (È considerato uno dei più grandi calciatori stranieri approdati nel calcio italiano.) | „ |
| – napolitoday.it, 2024-02-04 | |   |

## Memoarer
Kurt Hamrin utgav sina memoarer 1969 i boken Mina drömmars mål (Bonniers, 1969), där han skrev om barndomen och karriären från Huvudsta IS till AC Milan. Han förklarade inledningsvis, att namnet Kurt var så kort att det i Sverige måste förlängas och att i Italien kunde de blott uttala efternamnet som "Amrin". De enda som kunde uttala Kurt Hamrin korrekt var tyskarna, trots att han påstods ha gjort dem så mycket ont i landskampssammanhang.

## Privatliv
Kurt Hamrin var gift och hade fem barn. Han arbetade som försäkringsagent efter karriären och var bosatt i Florens.

## Meriter
- AT-cupen 1949
- A-landskamper fotboll: 32[10]
- VM-medaljer: 1 silver (1958)[5]
- Cupvinnarcupmästare: 1961, 1968[5]
- Europacupmästare: 1969[5]
- A-landskamper ishockey 2

## Klubbar
- AIK 1949–1955
- Juventus FC 1956–1957
- Calcio Padova 1957–1958
- AC Fiorentina 1958–1967
- AC Milan 1967–1969
- SSC Napoli 1969–1971